# Óbidos (microregio)
Óbidos is een van de 22 microregio's van de Braziliaanse deelstaat Pará. Zij ligt in de mesoregio Baixo Amazonas en grenst aan de microregio's Almeirim, Itaituba, Santarém, Parintins (AM) en Sudeste de Roraima (RR). De microregio heeft een oppervlakte van ca. 157.595 km². In 2006 werd het inwoneraantal geschat op 173.083.
Vijf gemeenten behoren tot deze microregio:
- Faro
- Juruti
- Óbidos
- Oriximiná
- Terra Santa

Mesoregio's: Baixo Amazonas · Marajó · Metropolitana de Belém · Nordeste Paraense · Sudeste Paraense · Sudoeste Paraense

Microregio's: Almerim · Altamira · Arari · Belém · Bragantina · Cametá · Castanhal · Conceição do Araguaia · Furos de Breves · Guamá · Itaituba · Marabá · Óbidos · Paragominas · Parauapebas · Portel · Redenção · Salgado · Santarém · São Félix do Xingu · Tomé-Açu · Tucuruí